# Donkey's Caroling Christmas-tacular
Donkey's Caroling Christmas-tacular (ook wel bekend als Donkey's Christmas Shrektacular en Donkey's Kerstfeest) is een korte Amerikaanse direct-naar-dvd-film geregisseerd door Walt Dohrn en Raman Hui. De film duurt 7 minuten inclusief aftiteling. Het is de zesde korte film van de shrek-franchise. Het verscheen voor het eerst op 7 december 2010 op een dvd-omnibus Shrek: The Whole Story box samen met de 4 langspeelfilms, maar verscheen later op een aparte dvd. In België en Nederland verscheen het op 10 december 2010 op diezelfde dvd. Het werd gemaakt door DreamWorks Animation (de animatieafdeling van Paramount Pictures).  Het is de tweede kerstspecial in deze franchise.

## Plot
Na de gebeurtenissen in Shrek 3 werden alle slechteriken goed. Hun duistere bar genaamd de Poison Apple werd een restaurant genaamd de Candy Apple. In dit restaurant organiseert Donkey nu een kerstfeest voor hem en zijn vrienden. Zijn vrienden helpen hem met de voorbereidingen. Donkey stelt vervolgens voor dat iedereen kerstliedjes gaat zingen. Donkey begint met It's the Most Wonderful Time of the Year. Blijkbaar is Repelsteeltje na de gebeurtenissen van Shrek 4 nu in een kooi beland. Gingy (een levend koekje) verhindert ondertussen dat iemand de koekjes opeet. Donkey wil nog een liedje zingen, maar de ogers leggen hem het zwijgen op en zingen vervolgens zelf een parodie op Jingle Bells. Daarna zingt de gelaarsde kat een parodie op Feliz Navidad. Pinokkio wil een koekje opeten, maar Gingy houdt hem tegen met een grap rond echt zijn. Uiteindelijk zingt iedereen een parodie op Jingle Bell Rock en Gingy smokkelt de koekjes naar buiten. Zo vieren ze allemaal samen kerst.

## Rolverdeling
| Personage                                    | Engelse stem        | Nederlandse stem    |
| -------------------------------------------- | ------------------- | ------------------- |
| Shrek de oger                                | Mike Myers          | Peter Blok          |
| Donkey (Ezel)                                | Eddie Murphy        | Huub Dikstaal       |
| Puss in Boots (De Gelaarsde Kat)             | Antonio Banderas    | Jon van Eerd        |
| Princess Fiona de oger (Prinses Fiona)       | Cameron Diaz        | Angela Schijf       |
| Rumpelstiltskin (Repelsteeltje)              | Walt Dohrn          | Paul Groot          |
| Brogan de oger                               | Jon Hamm            | Jeroen Nieuwehuizen |
| Cookie de oger (Kokkie)                      | Craig Robinson      | Rogier Komproe      |
| Gretched de oger                             | Jane Lynch          | Marjolein Algera    |
| Gingerbread Man                              | Conrad Vernon       | Rolf Koster         |
| Pinocchio (Pinokkio)                         | Cody Cameron        | Rolf Koster         |
| The Three Little Pigs (De Drie Biggetjes)    | Cody Cameron        | Olaf Wijnants       |
| The Three Blind Mice (De Drie Blinde Muizen) | Christopher Knights | Jeroen Keers        |
| The Big Bad Wolf (De Grote Boze Wolf)        | Aron Warner         | Has Drijver         |
| De ogerbaby Farkel                           | Miles Bakshi        | Maurice Worsteling  |
| De ogerbaby Felicia                          | Nina Bakshi         | Xavier Werner       |
| De ogerbaby Fergus                           | Ollie Mitchell      | Elaine Hakkaart     |